# Benjamin Jekhowsky
Benjamin Jekhowsky (en russe : Вениамин Павлович Жеховский, Veniamine Pavlovitch Jekhovski), né en 1881 à Saint-Pétersbourg (Russie) et mort en 1975 à Encausse-les-Thermes (France), est un astronome franco-russe.

## Biographie
Après avoir étudié à l'université de Moscou, il travailla à l'observatoire de Paris à partir de 1912. Plus tard, il travailla à l'observatoire d'Alger, où il devint connu comme spécialiste en mécanique céleste.
Après 1934, il a commencé à signer ses articles scientifiques sous le nom Benjamin de Jekhowsky. Le Centre des planètes mineures a enregistré ses découvertes sous le nom B. Jekhovsky (avec un v).
Il découvrit plusieurs astéroïdes et l'astéroïde (1606) Jekhovsky porte son nom. Il est l'auteur de 190 publications.
| (953) Painleva     | 29 avril 1921    |
| (976) Benjamina    | 27 mars 1922     |
| (977) Philippa     | 6 avril 1922     |
| (988) Appella      | 10 novembre 1922 |
| (1013) Tombecka    | 17 janvier 1924  |
| (1017) Jacqueline  | 4 février 1924   |
| (1037) Davidweilla | 29 octobre 1924  |
| (1040) Klumpkea    | 20 janvier 1925  |
| (1093) Freda       | 15 juin 1925     |
| (1181) Lilith      | 11 février 1927  |
| (1328) Devota      | 21 octobre 1925  |
| (3881) Doumergua   | 15 novembre 1925 |